# Geometry Wars: Retro Evolved 2
Geometry Wars: Retro Evolved 2 est un jeu vidéo de tir multidirectionnel créé par Bizarre Creations et sorti sur Xbox Live Arcade le 30 juillet 2008. Il s'agit d'une suite de Geometry Wars: Retro Evolved.

## Système de jeu
Le joueur contrôle un petit vaisseau très maniable qui peut se déplacer et tirer indépendamment dans n'importe quelle direction. L'objectif du jeu est de marquer des points en détruisant différentes formes et en survivant sans les toucher. Si cela se produit, le vaisseau du joueur est détruit et une vie est perdue. Selon le mode de jeu, des vies et des bombes peuvent être collectées après avoir atteint un certain nombre de points. Les bombes nettoient instantanément l'espace de jeu des formes ennemies, bien qu'aucun point ne soit attribué pour leur destruction.
Un multiplicateur de score, qui augmente à mesure que le joueur collecte des "geoms" (petits objets verts en forme de losange lâchés par les ennemis lors de leur destruction), existe et est crucial pour obtenir de bons scores. Le nombre de points marqués en détruisant un ennemi dépend du multiplicateur, qui peut atteindre des milliers.
Six modes de jeu différents sont disponibles : 
- Limite : Le joueur dispose de vies illimitées, mais n'a que 3 minutes pour essayer de battre son meilleur score. L'objectif est donc de mourir le moins souvent possible, afin de gagner de précieuses secondes.
- Roi : Le personnage n'a le droit de tirer que dans des "zones" qui sont des cercles (il y en a toujours 3), et les ennemis ne peuvent pas rentrer dans ces zones. Néanmoins, au bout d'un certain temps, ces zones se rétrécissent jusqu'à disparaître. Le joueur n'a qu'une vie.
- Évolué : C'est le mode qui était déjà dans le premier épisode, à savoir une durée illimité mais un nombre limité de vies.
- Pacifisme : le joueur ne peut pas tirer dans ce mode et doit passer dans des portails (dont les extrémités sont mortelles) pour tuer les ennemis dans un rayon proche. Le joueur n'a qu'une vie.
- Vagues : Des vagues de triangles orange apparaissent progressivement et le joueur ne dispose que d'une vie. L'objectif est d'éliminer entièrement une vague avant qu'une nouvelle vague arrive.
- Séquence : Le joueur doit venir à bout de 20 tableaux, de plus en plus compliqués. Le joueur dispose au départ de 3 vie et de 3 bombes.

Retro Evolved 2 propose des modes multijoueurs coopératifs et compétitifs locaux pour deux à quatre joueurs simultanément, ainsi qu'un mode « Co-Pilot » dans lequel deux joueurs contrôlent le même vaisseau, l'un se déplaçant et l'autre tirant. De plus, le jeu prend en charge les classements mondiaux dans chaque mode de jeu et, par défaut, affiche le classement du joueur par rapport à ses amis pendant le jeu.

## Développement
Lors du développement de la suite, l'équipe a du mal à créer un style graphique nouveau mais toujours évocateur du premier jeu,. Stephen Cakebread évoque ce défi dans une interview avec Joystiq : "Lorsque les gens venaient dans nos stations, nous voulions qu'ils disent 'Oh, est-ce une suite de Geometry Wars ?' plutôt que 'Est-ce que c'est Geometry Wars ?'. Il nous a fallu un certain temps pour arriver à quelque chose qui fonctionne vraiment". Au départ, l'équipe expérimente des design en fractales, mais cela est finalement rejeté car jugé trop déroutant. Lors de la conception du gameplay, Cakebread lit des guides de stratégie élaborés par des fans et conçoit des éléments pour la suite qui sortiraient les joueurs de leur zone de confort. L'un de ces éléments est l'inclusion de geoms à collectionner qui agissent comme des multiplicateurs de score. Avec l'introduction des geoms, l'équipe simplifie le pistolet du premier jeu, en particulier sa nature évolutive, qui obligeait les pistolets des joueurs à tirer à des vitesses différentes. Selon Cakebread, le pistolet évolutif servait un objectif similaire dans le premier jeu, exigeant que les joueurs modifient leur stratégie, mais avec les geoms il devenait redondant et a donc été supprimé.
De nombreux modes sont laissés de côté dans le jeu final, ne laissant que ce que Craig Howard qualifie de modes "purs". Ceux-ci comprenaient plusieurs modes multijoueurs uniquement, dont l'un était un mode comparable à du football où les joueurs devaient tirer un objet dans un puits de gravité sur le côté opposé de l'écran. Les développeurs abandonnent finalement ce mode car ils estiment que cela ne ferait pas revenir les joueurs pour plus,,.

### Geometry Wars: Touch
Un portage iOS du jeu sort en 2010, intitulé Geometry Wars: Touch. Il ajoute un septième mode de jeu, Titans, qui a un gameplay similaire à Asteroids, mais supprime entièrement la fonctionnalité multijoueur.

## Accueil
Geometry Wars: Retro Evolved 2 reçoit des notes élevées de la part des critiques, qui louent ses multiples modes de jeu tout en déplorant collectivement le manque de multijoueur en ligne. GameDaily déclare dans sa critique parfaite 10/10 que la suite "bat son prédécesseur à tous points de vue" et le proclame le meilleur titre sur Xbox Live Arcade. Eurogamer écrit: "L'omission du jeu en ligne mise à part, Geometry Wars 2 est tout ce que vous espériez qu'il serait" dans sa critique avec une note de 9 sur 10. IGN, dans sa note de 8,3 sur 10, le qualifie de "suite solide".Videogamer déclare dans sa critique notée 9 pour 10: "Si vous aimez Geometry Wars, vous allez adorer ça. Si vous n'avez jamais joué à Geometry Wars auparavant, c'est le moment idéal pour le faire". Finalement, GameSpot avance avec enthousiasme dans sa notée critique 9 sur 10 que le jeu "porte les shoot'em up addictifs et imbibés d'adrénaline à un niveau de génialité sans précédent".